# Lyricism〜BALLAD COLLECTION〜
『Lyricism〜BALLAD COLLECTION〜』（リリシズム バラッド・コレクション）は、日本の歌手中森明菜の非公認ベスト・アルバム。このアルバムは1993年7月10日にワーナーミュージック・ジャパンよりリリースされた(CD: WPCL-768、CT: WPTL-768)。

## 解説
MCAビクター移籍後、離籍したワーナーミュージック・ジャパンより発売された非公認ベスト・アルバム。
1993年5月21日に発売したMCAビクター移籍第1弾両A面シングル「Everlasting Love ・ NOT CRAZY TO ME」の2曲が収録された。1993年9月22日発売の移籍第1弾スタジオ・アルバム『UNBALANCE+BALANCE』(CD: MVCD-9、CT: MVTD-4、DCC: MVXD-7)には「NOT CRAZY TO ME」がアルバム・バージョンで収録している。

## 収録曲
| #         | タイトル                 | 作詞       | 作曲       | 編曲                                      | 時間  |
| --------- | ------------------------ | ---------- | ---------- | ----------------------------------------- | ----- |
| 1.        | 「Everlasting Love」     | 大貫妙子   | 坂本龍一   | 坂本龍一                                  | 4:50  |
| 2.        | 「SO LONG」              | 角松敏生   | 角松敏生   | 角松敏生 瀬尾一三（ストリングスアレンジ） | 4:59  |
| 3.        | 「難破船」               | 加藤登紀子 | 加藤登紀子 | 若草恵                                    | 4:25  |
| 4.        | 「忘れて…」              | 中森明菜   | 羽佐間健二 | 小野沢篤                                  | 2:49  |
| 5.        | 「APRIL STARS」          | 吉田美奈子 | 吉田美奈子 | 椎名和夫                                  | 5:04  |
| 6.        | 「夢を見させて…」        | 中森明菜   | J.Smith    | 若草恵                                    | 4:31  |
| 7.        | 「ムーンライト・レター」 | 松井五郎   | 井上陽水   | 萩田光雄                                  | 4:25  |
| 8.        | 「まぶしい二人で」       | 来生えつこ | 来生たかお | 若草恵                                    | 5:01  |
| 9.        | 「雨が降ってた…」        | 岩里祐穂   | 上田知華   | 若草恵                                    | 5:05  |
| 10.       | 「NOT CRAZY TO ME」      | NOKKO      | 坂本龍一   | 坂本龍一                                  | 4:35  |
| 11.       | 「バレリーナ」           | 尾崎亜美   | 尾崎亜美   | 若草恵                                    | 4:58  |
| 12.       | 「予感」                 | 飛鳥涼     | 飛鳥涼     | 椎名和夫                                  | 4:03  |
| 13.       | 「感傷紀行」             | 谷村新司   | 谷村新司   | 萩田光雄                                  | 4:07  |
| 14.       | 「駅」                   | 竹内まりや | 竹内まりや | 椎名和夫                                  | 5:01  |
| 合計時間: | 合計時間:                | 合計時間:  | 合計時間:  | 合計時間:                                 | 63:53 |

## 参照
1. ↑  “中森明菜オフィシャルサイト ≫ Album”. 2010年12月25日閲覧。